# 環境食物及鄉郊事務專責委員會
環境食物及鄉郊事務專責委員會（英語：Environment, Food and Rural Affairs Select Committee）是英國國會下議院的一個專責委員會。該委員會的職責是審查環境食物及鄉郊事務部及其相關公共機構的支出和政策。
2020年1月28日，尼爾·帕里什當選該委員會主席。 尼爾·帕里什因被指控在下議院觀看色情內容而於2022年4月30日辭去議員職務。尼爾·帕里什在下議院的辭呈於2022年5月4日生效。
傑蘭特·戴維斯因此而擔任臨時主席，直至勞勃·古德威爾當選為該委員會的新主席。